# Zwarte dwerghoningeter
De zwarte dwerghoningeter (Myzomela nigrita) is een zangvogel uit de familie Meliphagidae (honingeters).

## Verspreiding en leefgebied
Deze soort is endemisch in Nieuw-Guinea en telt vier ondersoorten:
- M. n. steini: Waigeo (noordwestelijk Nieuw-Guinea).
- M. n. nigrita: Nieuw-Guinea, Japen en de Aru-eilanden.
- M. n. pluto: Num.
- M. n. forbesi: D'Entrecasteaux-eilanden (zuidoostelijk Nieuw-Guinea).

## Status
De grootte van de populatie is niet gekwantificeerd maar de soort wordt omschreven als plaatselijk vrij algemeen. Op de Rode lijst van de IUCN heeft deze soort de status niet bedreigd.